# Hastenrath (Gangelt)

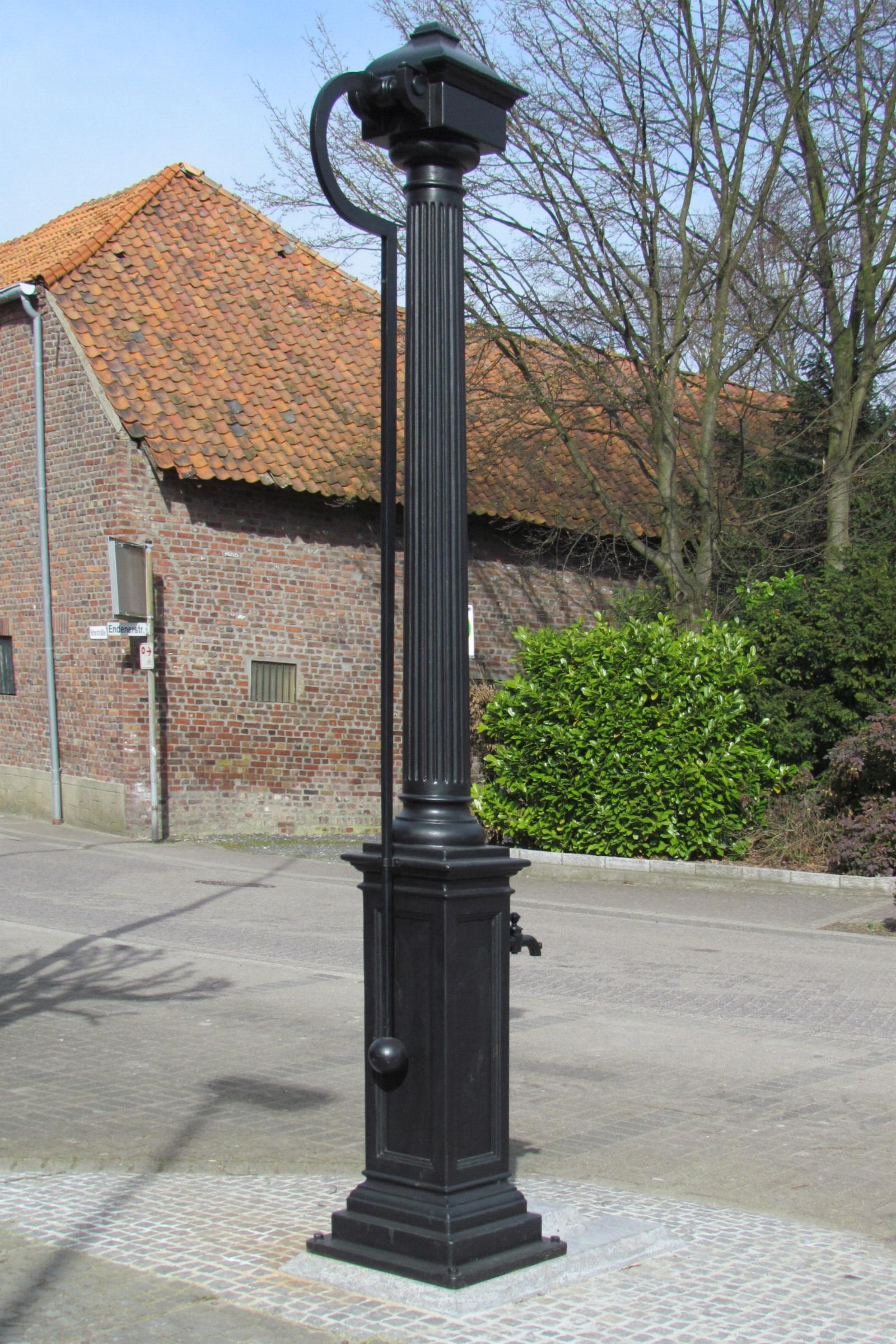
Alte Pumpe

Hastenrath ist ein Ortsteil der Gemeinde Gangelt im Kreis Heinsberg in Nordrhein-Westfalen.

## Geschichte

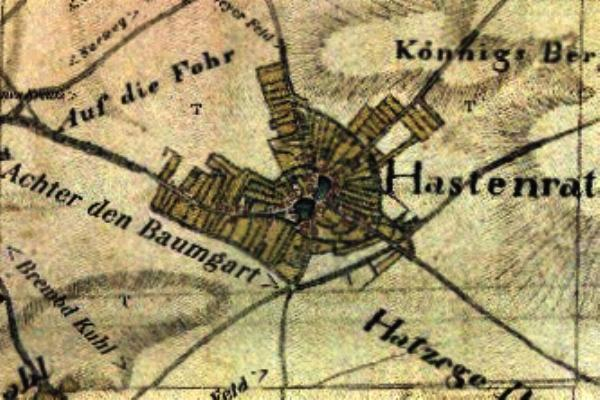
Hastenrath auf der Tranchotkarte 1803–1820

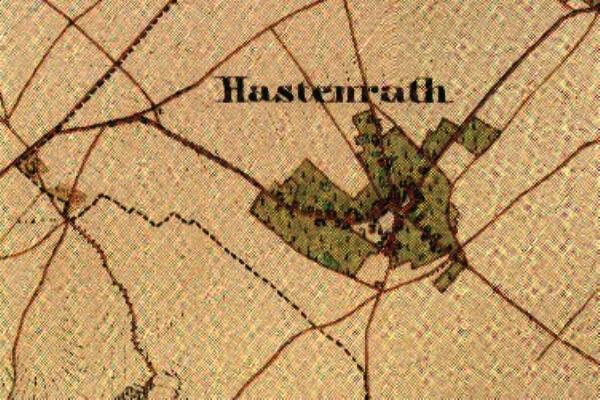
Hastenrath auf der Urkatasterkarte von 1846

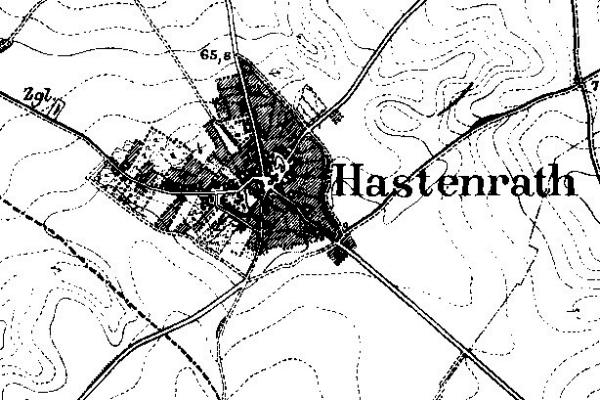
Hastenrath auf der Neuaufnahme von 1912

### Lage
Hastenrath liegt ca. 2,5 km nordwestlich von Gangelt an der Kreisstraße 3. Etwa 2 km entfernt vom Ort, am Saeffeler Bach, befindet sich das Naturschutzgebiet Höngener- und Saeffeler Bruch.

### Gewässer
Bei Starkregen und bei Schneeschmelze fließt das Oberflächenwasser aus den Bereich Hastenrath in den Saeffeler Bach (GEWKZ 2818222) und dann weiter über den Rodebach in die Maas. Der Saeffeler Bach hat eine Länge von 12,747 km bei einem Gesamteinzugsgebiet von 47,479 km².

### Nachbarorte
| Höngen     | Saeffelen      | Langbroich |
| Tüddern    |                | Vinteln    |
| Süsterseel | Etzenrade (NL) | Gangelt    |

### Siedlungsform
Hastenrath ist ein ausgedehntes Platzdorf von rundem Grundriss.

## Geschichte

### Ortsname
- 1302 Haisteltoide
- 1343 Hastelrode
- 1478 Haestelraed
- 1595 Hastenradt
- 1662 Haestenraedt
- 1912 Hastenrath

### Ortsgeschichte
Hastenrath gehörte früher zum Jülicher Amt Millen. Der Ort wird 1343 im ältesten Zinsregister der Herrschaft Heinsberg unter Gangelt erwähnt. In Hastenrath verwaltete die Mannkammer Millen verschiedene Lehen. Ursprünglich gehörte die Pfarre und das Gericht zu Gangelt. 1869 wurde der Ort Rektorat.
Hastenrath hatte 1828 insgesamt 253 Einwohner, 1852 waren es 233 Einwohner. Hastenrath bildete mit den Orten Gangelt, Hohenbusch, Kievelberg, Kreuzrath, Mindergangelt, Niederbusch, Stahe und Vinteln die Gemeinde Gangelt. Mit dem Gesetz zur Neugliederung von Gemeinden des Selfkantkreises Geilenkirchen-Heinsberg vom 24. Juni 1969 konnte Hastenrath zum 1. Juli 1969 in der Gemeinde Gangelt verbleiben.

### Kirchengeschichte

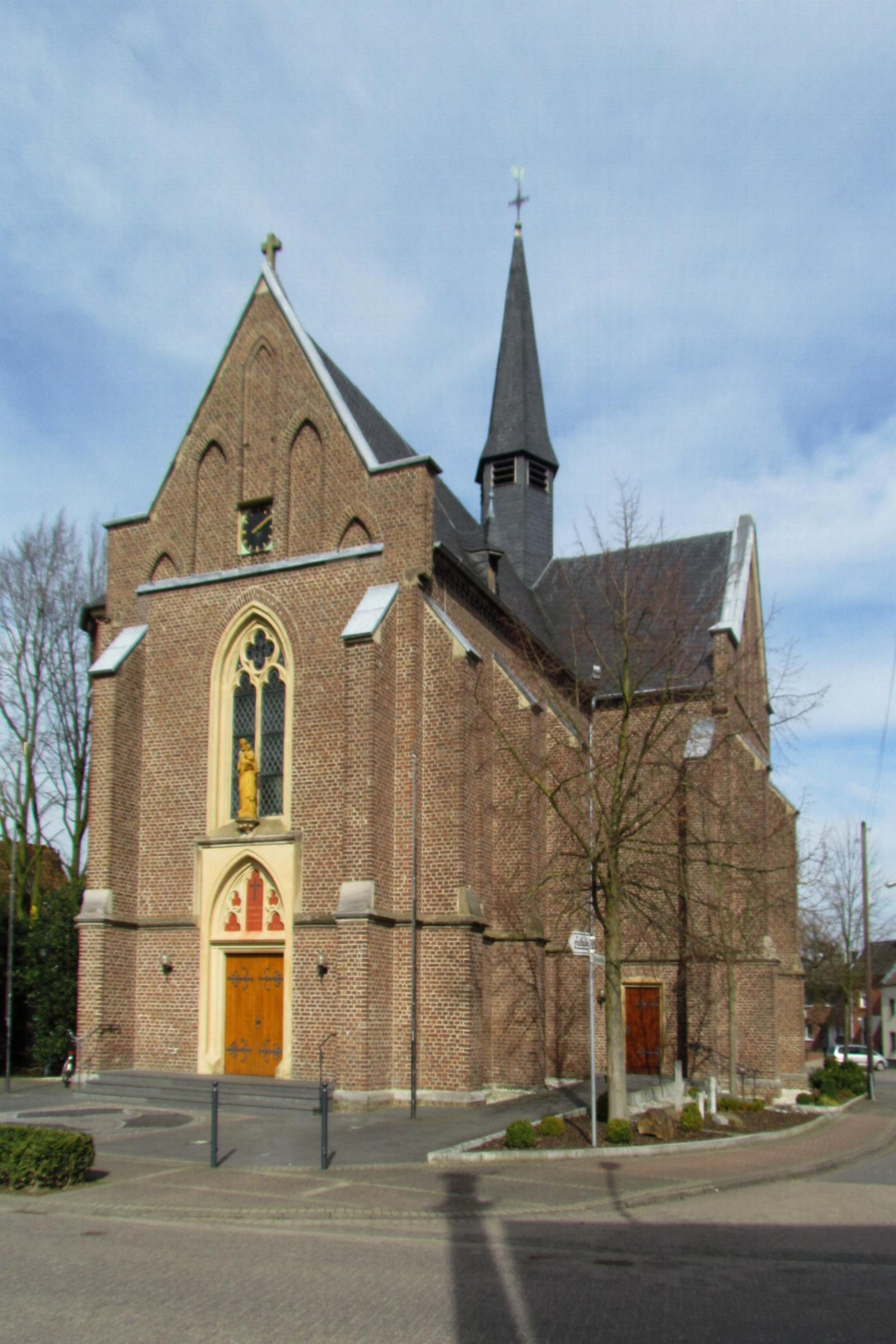
Katholische Pfarrkirche

Die Pfarrvikarie St. Josef Hastenrath besteht aus Hastenrath und Kievelberg. Die Bevölkerung besteht zum größten Teil aus Katholiken.
Im Zuge der Pfarrgemeindereformen im Bistum Aachen wurde die Pfarrvikarie St. Josef Hastenrath in die Weggemeinschaft der katholischen Pfarrgemeinden Gangelt eingegliedert.

### Schulwesen
- Volksschule Hastenrath, 1925: 2 Klassen, 2 Stufen, 1 Lehrer, 1 Lehrerin, 69 Kinder
- Volksschule Hastenrath, 1965: 2 Klassen, 2 Lehrerstellen, 61 Kinder

## Politik
Gemäß § 3 (1) g) der Hauptsatzung der Gemeinde Gangelt bilden die Orte Hastenrath und Kievelberg einen Gemeindebezirk. Der wird durch einen Ortsvorsteher im Gemeinderat der Gemeinde Gangelt vertreten.

## Infrastruktur

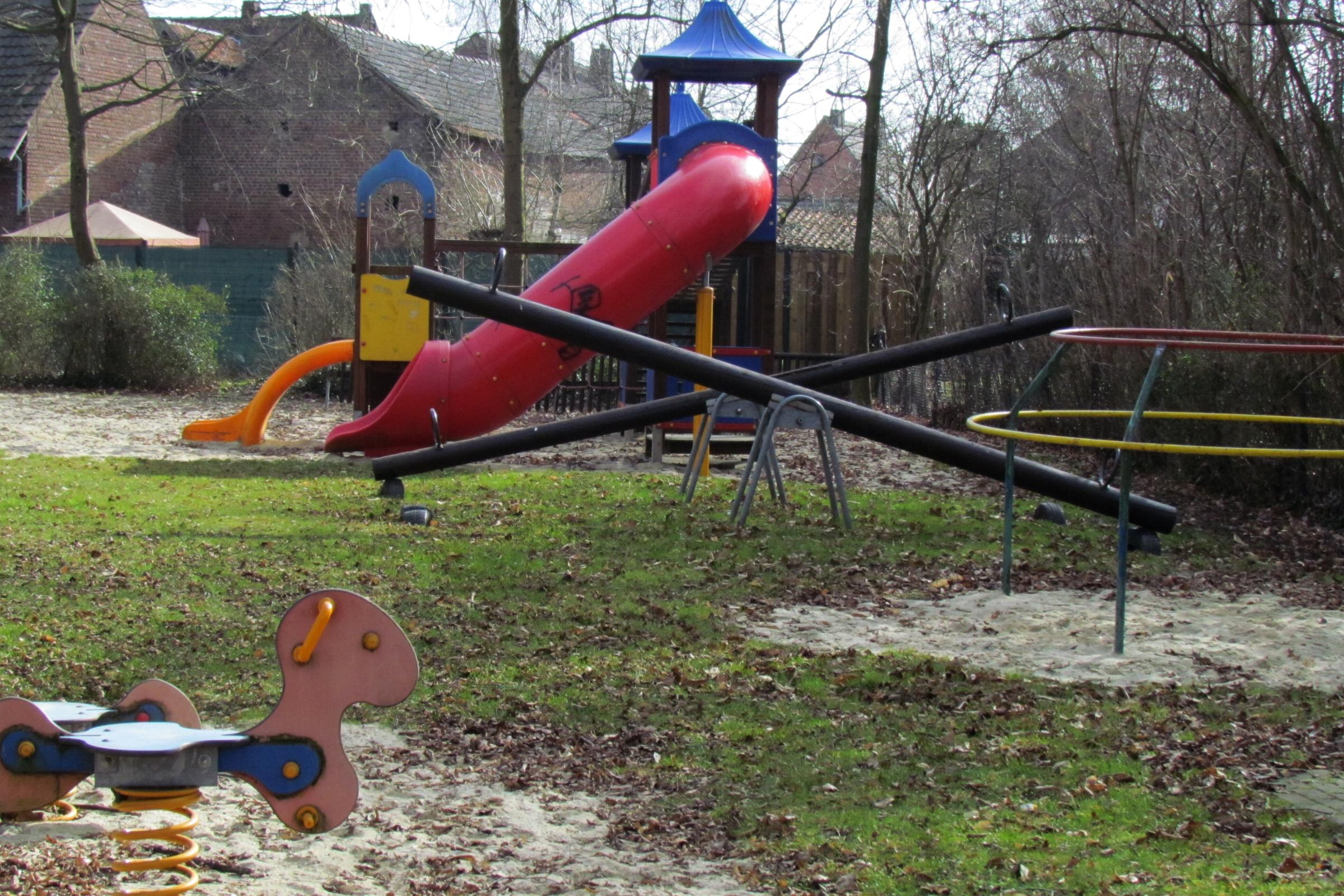
Spielplatz

- Es existieren mehrere landwirtschaftliche Betriebe und mehrere Kleingewerbebetriebe.
- An der Straße Am Sportplatz liegt einer von zwei Sportplätzen der Sportgemeinschaft Gangelt-Hastenrath e. V.
- Der Ort hat Anschluss an das Radverkehrsnetz NRW.

## Sehenswürdigkeiten

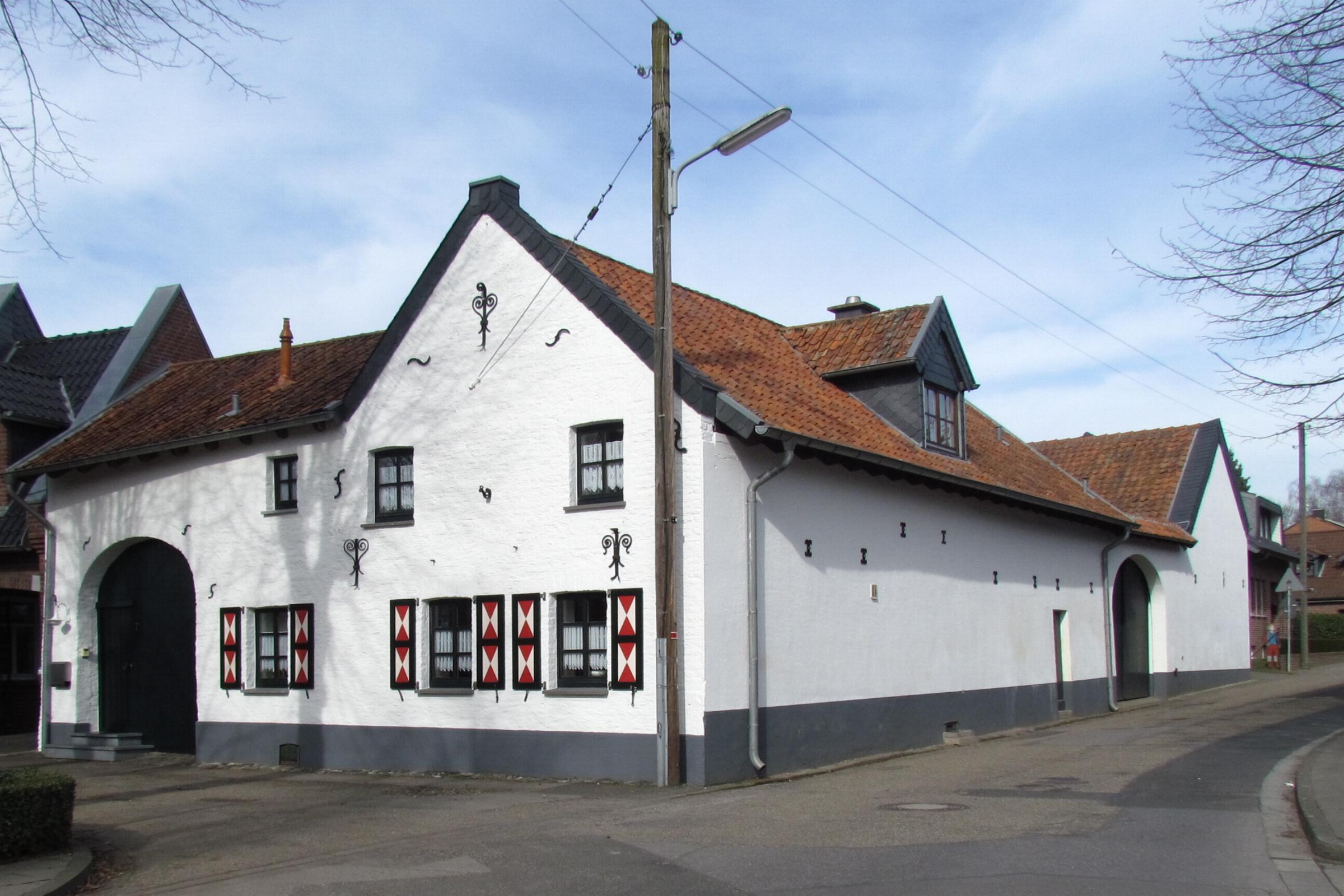
Historische Hofanlage

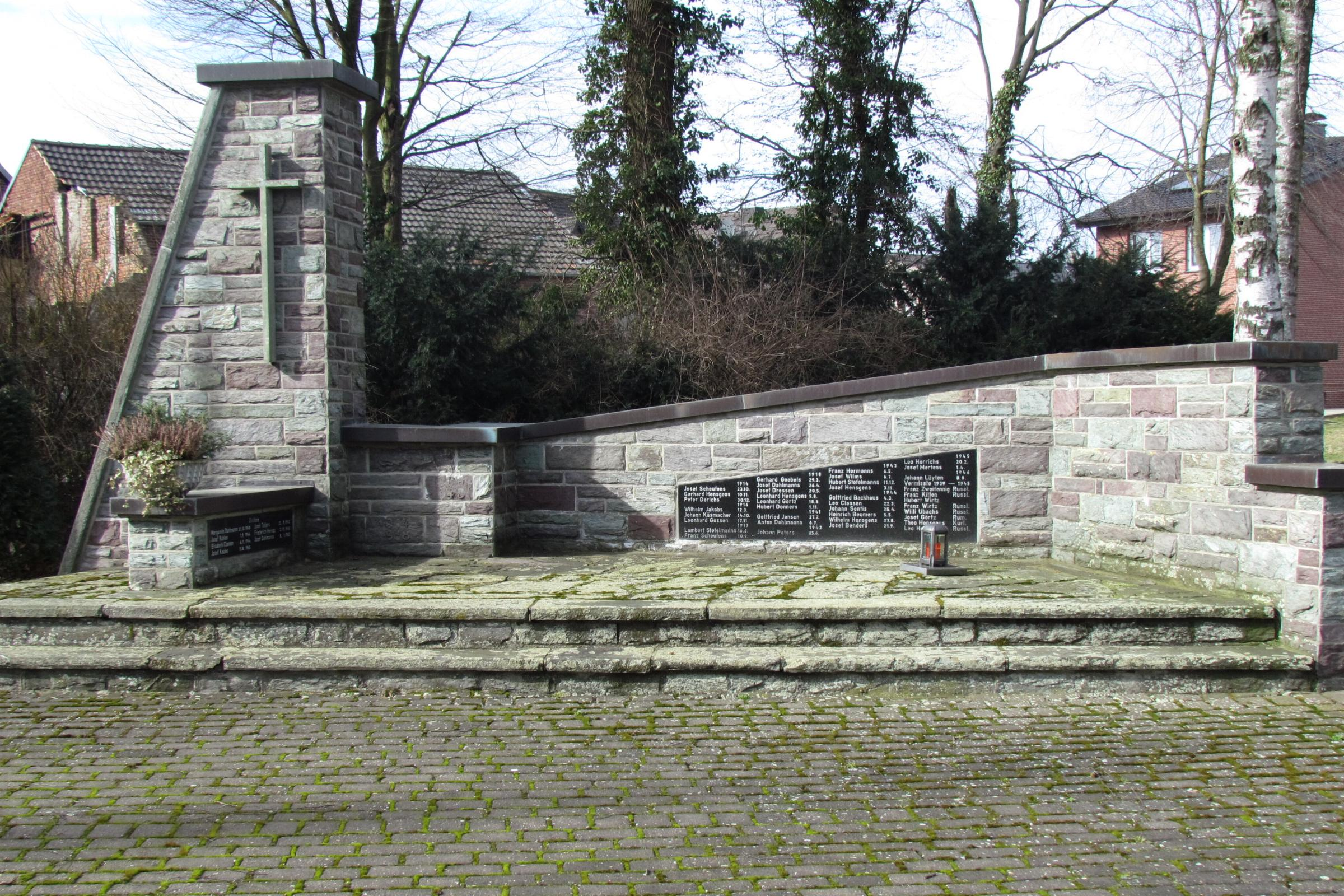
Kriegerdenkmal

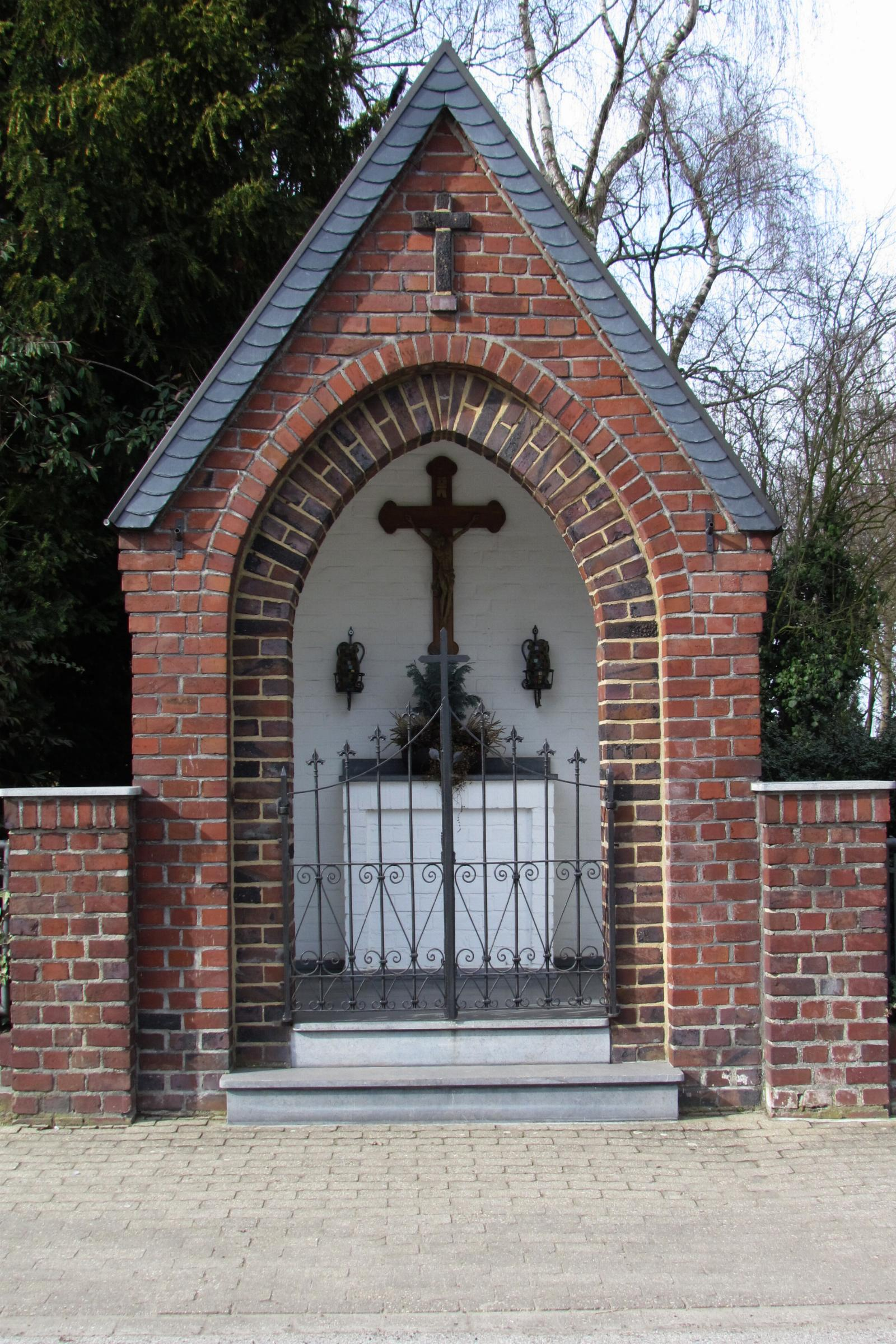
Kapelle am Friedhof

- Katholische Pfarrkirche St. Josef Hastenrath als Denkmal Nr. 36
- Buntverglasung in der katholischen Pfarrkirche[8]
- Windmühle Breberen als Denkmal Nr. 30
- Haus Altenburg in Breberen als Denkmal Nr. 31
- Backsteinhofanlage in Hastenrath als Denkmal Nr. 38
- Kriegerdenkmal in Hastenrath

## Vereine
- Freiwillige Feuerwehr Gangelt, Löscheinheit Hastenrath
- St. Josef Schützenbruderschaft Hastenrath 1900 e. V.
- Trommler- und Pfeifercorps Hastenrath 1921 e. V.
- Sportgemeinschaft Gangelt-Hastenrath 99 e. V.
- Hundesportfreunde´93 Gangelt e. V.
- Frauengemeinschaft Hastenrath
- Kirchenchor Hastenrath
- Jugendgruppe Hastenrath
- Theatergruppe Hastenrath e. V.
- Sozialverband VdK Deutschland – Ortsverband Birgden

## Regelmäßige Veranstaltungen
- Karnevals Nachtzug in Hastenrath
- Vogelschuss der Bruderschaft
- Patronatsfest in Hastenrath
- Kirmes in Hastenrath
- St. Martin-Umzug in Hastenrath

## Verkehr

### Autobahnanbindung
| BAB  | Streckenabschnitt        | Anschlussstelle | Entfernung |
| ---- | ------------------------ | --------------- | ---------- |
| A 46 | Heinsberg – Düsseldorf   | AS Heinsberg    | 10 km      |
| A 44 | Aachen – Mönchengladbach | AS Aldenhoven   | 25 km      |
| A 4  | Aachen – Köln            | AS Weisweiler   | 35 km      |

### Bahnanbindung
Die nächstgelegene Bahnanbindung ist der rund 10 km entfernt liegende Bahnhof Geilenkirchen. Von dort verkehren Züge in Richtung Aachen und Mönchengladbach.

### Busanbindung
Die AVV-Linien 423, 437 und 474 der WestVerkehr verbinden Hastenrath an Schultagen mit Gangelt, Geilenkirchen und Heinsberg.
Zudem verkehrt der Multi-Bus seit dem 9. Juni 2024 kreisweit erweitert und zu einheitlichen Bedienzeiten. Mehr Informationen gibt es bei WestVerkehr.
| Linie | Linienverlauf |
| ----- | --- |
| 423   | (Stahe – Niederbusch) / (Kreuzrath – Birgden – Schierwaldenrath – Langbroich) – Birgden Schule oder Breberen Grundschule – (Schümm ←) Kievelberg – Hastenrath – Gangelt – Mindergangelt – Gangelt Bf – Vinteln – Langbroich                                                            |
| 437   | Geilenkirchen Bf – Bauchem – Niederheid – Hatterath – Gillrath – Stahe – Niederbusch – Gangelt – Hastenrath – Kleinwehrhagen – Großwehrhagen – Höngen |
| 474   | Heinsberg Busbf – (Aphoven – Laffeld –) Selsten – (Braunsrath – Löcken – Schöndorf – Obspringen – Brüggelchen) / Hontem – Waldfeucht – Bocket – Saeffelen / Abzw. Nachbarheid ← Breberen – (Harzelt ← Langbroich ←) (Kievelberg – Hastenrath) / (Brüxgen – Schümm) / Vinteln – Gangelt |

## Straßennamen
Am Sportplatz, Astin-Healy-Straße, Eichenweg, Endenerstraße, Gangelter Straße, Herkenrather Straße, Hinter dem Kamp, Hoferstraße, Im Gang, In der Brümelkaul, Lindenwinkel, Schulstraße